# One More Spring
One More Spring is een Amerikaanse filmkomedie uit 1935 onder regie van Henry King. De film werd destijds in Nederland uitgebracht onder de titel Twee vagebonden en een meisje.

## Verhaal
Elizabeth Gaynor, Jaret Otkar en Morris Rosenberg zijn drie werklozen tijdens de Grote Depressie. Ze wonen samen in een gereedschapsschuurtje in Central Park. Op die manier trachten ze de koude winter te overleven.

## Rolverdeling
| Acteur            | Personage            |
| ----------------- | -------------------- |
| Janet Gaynor      | Elizabeth Cheney     |
| Warner Baxter     | Jaret Otkar          |
| Walter Woolf King | Morris Rosenberg     |
| Jane Darwell      | Mevrouw Sweeney      |
| Roger Imhof       | Mijnheer Sweeney     |
| Grant Mitchell    | Mijnheer Sheridan    |
| Rosemary Ames     | Juffrouw Weber       |
| John Qualen       | Veilingmeester       |
| Dick Foran        | Politieagent         |
| Astrid Allwyn     | Meisje op de veiling |
| Lee Kohlmar       | Piccolospeler        |
| Stepin Fetchit    | Dierenverzorger      |